# Trompowskys attack
Den här artikeln använder algebraisk schacknotation för att beskriva schackdragen.
Trompowskys attack, eller bara Trompowsky, är en schacköppning som uppkommer efter dragen:
1. d4 Sf6
2. Lg5
Trompowsky är ett alternativ för vit för att undvika den omfattande öppningsteorin för andra indiska försvar.
Öppningen är uppkallad efter brasilianaren Octávio Trompowsky som började spela den på 1930-talet, men det finns tidigare kända partier.
Öppningen förekommer då och då även på elitnivå. Magnus Carlsen spelade den i det första VM-partiet 2016 vilket av en del tolkades som en blinkning till Donald Trumps seger i det amerikanska presidentvalet.

## Varianter
Vit hotar att byta av svarts springare och ge honom en dubbelbonde (vilket inte är något särskilt allvarligt hot). 
Svart har flera möjliga svar:
- 2...Se4 är vanligast (även om springaren flyttas igen) och det kan följa 3.Lf4 c5 4.f3 Da5+ 5.c3 Sf6.

- 2...e6 är ett annat sätt att undvika dubbelbonden. Vit kan fortsätta med till exempel 3.Sf3 c5 4.e3 eller 3.e4 h6 4.Lxf6 Dxf6.

- 2...d5 bemöts oftast med 3.Sc3 som leder till Richter-Veresovs angrepp. Vit har också provat 3.e3 c5, 3.Lxf6 exf6 4.e3 och 3.Sf3 e6 4.c4 (som går över i damgambit).

## Partiexempel
Vit: Viswanathan Anand
Svart: Anatolij Karpov
Världsmästerskapsmatch 1998
1.d4 Sf6 2.Lg5 e6 3.e4 h6 4.Lxf6 Dxf6 5.Sc3 d6 6.Dd2 g5 7.Lc4 Sc6 8.Sge2 Lg7 9.Td1 Ld7 10.O-O O-O-O 11.Sb5 a6 12.Sa3 g4 13.f4 gxf3 14.Txf3 De7 15.c3 h5 16.Tdf1 Tdf8 17.b4 Sa7 18.Sc2 Lh6 19.De1 Kb8 20.Ld3 Lc6 21.Sf4 Tfg8 22.d5 Le8 23.Df2 Lg7 24.Sd4 Ld7 25.dxe6 Lxd4 26.cxd4 fxe6 27.e5 Lc6 28.Sg6 Dd8 29.Sxh8 Lxf3 30.Sf7 Dh4 31.Dxf3 Dxd4 32.Kh1 d5 33.Td1 Dxb4 34.Tb1 Da4 35.Dxh5 Sc6 36.De2 Ka7 37.Df2 b6 38.Tc1 Kb7   39.h3 Tc8 40.Df6 Sd4 41.Sd8 Kb8 42.Sxe6 1-0